# Trixie Mattel
Brian Michael Firkus, plus connu sous le nom de scène Trixie Mattel, est un auteur-compositeur-interprète, comédien, drag queen, auteur, personnalité télévisée et entrepreneur américain principalement connu pour sa participation à la septième saison de RuPaul's Drag Race et à la troisième saison de RuPaul's Drag Race All Stars.

## Jeunesse
Brian Firkus nait le 23 août 1989 à Silver Cliff, dans le Wisconsin. Il est de descendance Ojibwé et grandit dans une famille autochtone pauvre. Après le lycée, Brian Firkus obtient une licence en musique et art dramatique à l'Université du Wisconsin à Milwaukee et découvre l'art du drag pendant une production de The Rocky Horror Picture Show à l'Oriental Theatre.

## Carrière

### Débuts (2008–2014)
Brian Firkus commence le drag en 2008 dans une boîte de nuit de Milwaukee, où elle devient très populaire, tout en développant sa carrière à Chicago avec des drag queens comme Pearl et Kim Chi,. Brian Firkus choisit d'abord comme nom de scène Cupcake avant de choisir Trixie Mattel, composé de « Trixie », une insulte homophobe qu'il recevait de son beau-père abusif quand il était trop féminin, et de Mattel afin de rendre hommage à son image de poupée Barbie humaine. En 2014, Brian Firkus commence un apprentissage en esthétique avant de s'en retirer la même année afin d'auditionner pour RuPaul's Drag Race.

### RuPaul's Drag Race,UNHhhhetThe Trixie and Katya Show(2015–2017)
Le 7 décembre 2014, Trixie Mattel est annoncée comme l'une des quatorze candidates de la septième saison de RuPaul's Drag Race, où elle est éliminée face à Pearl au quatrième épisode. Elle gagne cependant une seconde chance dans la compétition grâce au challenge de l'épisode 8, faisant cette fois équipe avec Pearl, et se placera finalement sixième. Pearl et Trixie sont amies, et se connaissaient d'avant la compétition pour avoir travaillé ensemble. C'est aussi pendant cette saison 7 que Trixie Mattel rencontre Katya Zamolodchikova, une autre rivale qui deviendra aussi une amie, et avec qui elle travaillera ensuite.
Après son apparition dans l'émission, de 2015 à 2017, Trixie Mattel présente sa tournée de stand-up nommée Ages 3 and Up.
En octobre 2015, Trixie Mattel apparaît dans un épisode de la web-série de WOW Presents Fashion Photo Ruview avec Katya Zamolodchikova. L'accueil du duo est si positif que World of Wonder leur propose une web-série intitulée UNHhhh, qui devient l'un des plus gros succès de la société et leur vaut une nomination lors de la septième cérémonie des Streamy Awards. En novembre 2016, Trixie Mattel fait une apparition dans un épisode de American Horror Story: Roanoke.
En octobre 2017, il est annoncé que UNHhhh se terminerait après sa deuxième saison et un spin-off télévisé proposé par Viceland intitulé The Trixie and Katya Show. L'émission est diffusée jusqu'en mars 2018 et est présentée par Trixie Mattel accompagnée de Katya Zamolodchikova puis de Bob the Drag Queen à la suite de la situation critique de la santé mentale de Katya après une rechute dans l'addiction,. En octobre 2018, UNHhhh est renouvelée pour une troisième saison avec ses présentatrices habituelles.
En date du 12 décembre 2020, Trixie Mattel anime au côté de Katya Zamolodchikova le Streamy Award. En bus, ces deux artistes drags donnent les prix à différents individus de la plateforme YouTube. Elle reçoit à la même occasion, pour la série UNHhhh, le prix de la meilleure série non scriptée.

### RuPaul's Drag Race: All StarsetMoving Parts(2018–2019)
Le 20 octobre 2017, Trixie Mattel est annoncée comme l'une des dix candidates de la troisième saison de RuPaul's Drag Race All Stars, qu'elle remporte face à Kennedy Davenport,. En décembre 2018, elle apparaît dans le spin-off RuPaul's Drag Race Holi-slay Spectacular.
En avril 2018, Trixie Mattel lance sa tournée Now With Moving Parts, suivie de la tournée Super Bowl Cut la même année. Un documentaire intime de son quotidien à la suite de sa victoire de RuPaul's Drag Race All Stars, intitulé Trixie Mattel: Moving Parts, est présenté au Festival du film de Tribeca en avril 2019 avant d'être disponible en vidéo à la demande le 3 décembre 2019, accompagné d'une bande originale.

### Trixie and Katya Save the WorldetTrixie & Katya's Guide to Modern Womanhood(2019–présent)
Le 1er mai 2019, Trixie Mattel annonce le lancement de sa marque de cosmétiques Trixie Cosmetics.
En juin 2019, Trixie Mattel apparaît sur la couverture du magazine New York avec trente-sept drag queens et se place quatrième du classement du magazine des 100 drag queens américaines les plus puissantes.
Pendant la pandémie de Covid-19, Trixie Mattel et Katya lancent Trixie and Katya Save the World, un spin-off de UNHhhh, annulée à la suite des restrictions de confinement de la pandémie : Trixie Mattel se concentre également sur sa chaîne YouTube personnelle. En 2020, le tournage de UNHhhh reprend et Trixie Mattel et Katya lancent le podcast The Bald and the Beautiful.
Le 14 juillet 2020, Trixie Mattel et Katya publient une parodie de livre de développement personnel intitulé Trixie and Katya's Guide to Modern Womanhood, qui devient best-seller du New York Times.
En décembre 2020, Trixie Mattel et Katya présentant la dixième cérémonie des Streamy Awards à Los Angeles.
En février 2021, Trixie Mattel annonce qu'elle est devenue propriétaire du plus ancien bar gay de l'État du Wisconsin, le This Is It! de Milwaukee.
En mai 2021, la série Trixie Motel est annoncée par Discovery+, dans laquelle Trixie Mattel se donne le défi de rénover un motel de Palm Springs,.
En octobre 2021, Trixie Mattel est annoncée comme l'une des juges de l'émission Queen of the Universe.

## Musique
Brian Firkus utilise également son personnage de Trixie Mattel pour l'illustrer dans la musique country folk. Trixie Mattel, dans une entrevue pour Rolling Stone, cite June Carter Cash et Dolly Parton comme ses principales influences, ajoute que son enfance fut marquée par George Jones, Conway Twitty et Johnny Cash et se dit admiratrice de Jason Isbell, Kris Kristofferson, Aimee Mann, Michelle Branch et Kacey Musgraves. Trixie Mattel sort son premier album, Two Birds, le 2 mai 2017.
Le 3 février 2018, Trixie Mattel sort la version acoustique de sa chanson Moving Parts pour annonce son deuxième album, One Stone, qui sort le 15 mars 2018, le soir de la diffusion de la finale de la troisième saison de RuPaul's Drag Race All Stars.
En septembre 2018, dans une entrevue pour Billboard, Trixie Mattel annonce son troisième album électro-folk, Barbara. Le single Malibu sort le 24 janvier 2020, une semaine avant la sortie officielle de l'album.
Trixie Mattel sort une reprise de la chanson Video Games de Lana Del Rey en septembre 2020 puis de la chanson Blister in the Sun de Violent Femmes en février 2021 pour annoncer son EP Full Coverage, Vol. 1, qui sort le 30 avril 2021.

## Vie privée
Brian Firkus est ouvertement homosexuel. Il est en couple avec le réalisateur David Silver, qui produit son documentaire Moving Parts, depuis 2016,. Il est végétarien,.

## Filmographie

### Cinéma
| Année | Titre                       | Rôle      | Notes        | Réf.   |
| ----- | --------------------------- | --------- | ------------ | ------ |
| 2019  | Trixie Mattel: Moving Parts | Elle-même | Documentaire | [ 22 ] |

### Télévision
| Année     | Titre                                    | Rôle      | Rôle          | Notes                                                                                         | Réf.   |
| --------- | ---------------------------------------- | --------- | ------------- | --------------------------------------------------------------------------------------------- | ------ |
| 2015      | RuPaul's Drag Race                       | Elle-même | Candidate     | Saison 7, 7 épisodes — 6ème place                                                             | [ 45 ] |
| 2015      | RuPaul's Drag Race: Untucked             | Elle-même | Candidate     | Saison 7, 7 épisodes — 6ème place                                                             |        |
| 2016      | RuPaul's Drag Race                       | Elle-même | Invitée       | Saison 8, épisode 10 : "Grand Finale"                                                         |        |
| 2016      | American Horror Story: Roanoke           | Elle-même | Invitée       | Saison 6, épisode 10 : "Chapter 10"                                                           | [ 46 ] |
| 2016      | Gay for Play Game Show Starring RuPaul   | Elle-même | Invitée       | Saison 1, épisode 5 : "Featuring Mindy Cohn" Saison 2, épisode 2 : "Featuring Frankie Grande" |        |
| 2017–2018 | The Trixie & Katya Show                  | Elle-même | Présentatrice | 14 épisodes                                                                                   | [ 47 ] |
| 2018      | RuPaul's Drag Race All Stars             | Elle-même | Candidate     | Saison 3, 10 épisodes — Première place                                                        | [ 48 ] |
| 2018      | RuPaul's Drag Race                       | Elle-même | Invitée       | Saison 10, épisode 1 : "10s Across The Board"                                                 | [ 49 ] |
| 2018      | Super Drags                              | Champagne | Champagne     | Doublage anglais                                                                              |        |
| 2018      | Larry King Now                           | Elle-même | Invitée       |                                                                                               |        |
| 2018      | RuPaul's Drag Race Holi-slay Spectacular | Elle-même | Candidate     | 1 épisode — Première place                                                                    |        |
| 2019      | RuPaul's Drag Race All Stars             | Elle-même | Invitée       | Saison 4, épisode 10 : "Super Queen Grand Finale"                                             |        |
| 2019      | RuPaul's Drag Race                       | Elle-même | Invitée       | Saison 11, épisode 5 : "Monster Ball"                                                         |        |
| 2019      | Trixie Mattel: Skinny Legend             | Elle-même | Elle-même     |                                                                                               | [ 50 ] |
| 2020      | RuPaul's Secret Celebrity Drag Race      | Elle-même | Mentor        | Saison 1, épisode 1 : "Secret Celebrity Edition #101"                                         | [ 51 ] |
| 2021      | Crank Yankers                            | Elle-même | Invitée       | Saison 6                                                                                      | [ 52 ] |
| 2021      | Queen of the Universe                    | Elle-même | Juge          | Saison 1, 6 épisodes                                                                          | [ 53 ] |
| 2021      | The Boulet Brother's Dragula             | Elle-même | Juge          | Saison 4, épisode 3 : "Weird, Wild, West"                                                     | [ 54 ] |

### Web-séries
| Année        | Titre                                | Rôle      | Notes | Réf.   |
| ------------ | ------------------------------------ | --------- | --- | ------ |
| 2015–2017    | Hey Qween                            | Elle-même | 3 épisodes |        |
| 2015         | Transformations with James St. James | Elle-même | Épisode : "Trixie Mattel" |        |
| 2016         | Gay of Thrones                       | Elle-même | Saison 6, épisode 4 : "Thrust of the Stranger" | [ 55 ] |
| 2016–présent | UNHhhh                               | Elle-même | 5 saisons, 143 épisodes | [ 56 ] |
| 2018–présent | The Pit Stop                         | Elle-même | Animatrice : - Saison 4 de RuPaul's Drag Race All Stars ; - Saison 1 de Canada's Drag Race ; - Saison 13 de RuPaul's Drag Race ; - Saison 6 de RuPaul's Drag Race All Stars | [ 56 ] |
| 2019         | The X Change Rate                    | Elle-même | Épisode : "Trixie Mattel" |        |
| 2019         | That's Our Sally                     | Elle-même | Production Queerty |        |
| 2019–présent | I Like to Watch                      | Elle-même | Production Netflix | [ 57 ] |
| 2020         | Trixie Mattel: One Night Only        | Elle-même | | [ 58 ] |
| 2020         | Trixie and Katya Save the World      | Elle-même | |        |
| 2020         | Gayme Show                           | Elle-même | Juge invitée | [ 59 ] |
| 2020         | Instant Influencer                   | Elle-même | Juge invitée | [ 60 ] |

## Discographie

### Albums studio
| Titre                    | Détails | Meilleures positions | Meilleures positions | Meilleures positions | Meilleures positions | Meilleures positions | Meilleures positions | Meilleures positions | Meilleures positions | Meilleures positions |
| Titre                    | Détails | US Current           | US Folk              | US Indie             | US Heat.             | AUS                  | NZ Heat.             | SCO                  | UK Country           | UK Indie             |
| ------------------------ | --- | -------------------- | -------------------- | -------------------- | -------------------- | -------------------- | -------------------- | -------------------- | -------------------- | -------------------- |
| Two Birds                | - Date de sortie : 2 mai 2017 - Label : Auto-édition - Format : CD, téléchargement                                      | 57                   | 16                   | 6                    | 2                    | —                    | 9                    | 93                   | 5                    | 28                   |
| One Stone                | - Date de sortie : 16 mars 2018 - Label : Auto-édition - Format : CD, téléchargement                                    | 58                   | 16                   | 10                   | 1                    | 85                   | —                    | 66                   | —                    | 19                   |
| Barbara                  | - Date de sortie : 7 février 2020 - Label : Producer Entertainment Group, ATO Records - Format : CD, LP, téléchargement | 66                   | —                    | —                    | —                    | —                    | —                    | —                    | —                    | —                    |
| The Blonde & Pink Albums | - Date de sortie : 24 juin 2022 - Label : Producer Entertainment Group - Format : CD, LP, téléchargement                | 66                   | —                    | —                    | —                    | —                    | —                    | —                    | —                    | —                    |

### Bandes originales
| Titre                                              | Détails                                                                                              |
| -------------------------------------------------- | --- |
| Trixie Mattel: Moving Parts (The Acoustic Version) | - Date de sortie : 20 décembre 2019 - Label : Producer Entertainment Group - Format : Téléchargement |

### EPs
| Titre                 | Détails                                                                                           |
| --------------------- | ------------------------------------------------------------------------------------------------- |
| Homemade Christmas    | - Date de sortie : 1er décembre 2017 - Label : Auto-édition - Format : Téléchargement             |
| Full Coverage, Vol. 1 | - Date de sortie : 30 avril 2021 - Label : Producer Entertainment Group - Format : Téléchargement |

### Singles
| Titre                                    | Date | Album                 |
| ---------------------------------------- | ---- | --------------------- |
| "Mama Don't Make Put on the Dress Again" | 2017 | Two Birds             |
| "Moving Parts (Acoustic)"                | 2018 | –                     |
| "Break Your Heart"                       | 2018 | One Stone             |
| "Yellow Cloud"                           | 2019 | —                     |
| "Malibu"                                 | 2020 | Barbara               |
| "Stranger" (ft. Lavender Country)        | 2020 | —                     |
| "Video Games"                            | 2020 | Full Coverage, Vol. 1 |
| "Blister in the Sun"                     | 2021 | Full Coverage, Vol. 1 |
| "Jackson" (ft. Orville Peck)             | 2021 | Full Coverage, Vol. 1 |
| "Hello Hello"                            | 2021 | TBA                   |

#### Featurings
| Titre                                                                                            | Date | Album           |
| ------------------------------------------------------------------------------------------------ | ---- | --------------- |
| "Drag Up Your Life" (RuPaul ft. The Cast of RuPaul's Drag Race All Stars, Season 3)              | 2018 | —               |
| "Kitty Girl (All Stars 3 Remix)" (RuPaul ft. The Cast of RuPaul's Drag Race All Stars, Season 3) | 2018 | —               |
| "Ding Dong!" (Katya Zamolodchikova ft. Trixie Mattel)                                            | 2021 | Vampire Fitness |